# Can Muní
|  | No s'ha de confondre amb Can Muní (Vilopriu). |

Can Muní o Mas Cusi és una masia al final del carrer de Sant Onofre, a l'extrem nord-est del nucli urbà de Palau-saverdera (Alt Empordà) catalogada a l'Inventari del Patrimoni Arquitectònic de Catalunya.

## Descripció
Masia molt transformada, que consta de diversos cossos adossats que conformen una planta en forma de "L". El cos principal consta de planta baixa i dos pisos, amb la coberta de teula àrab a dues vessants. Per la part est hi ha adossada una torre de planta quadrada, bastida amb pedra i amb coronament de merlets, probablement fruit de reformes posteriors. La façana principal està molt transformada. Tota la planta baixa, inclosa la torre, està revestida amb plaques horitzontals perfectament regulars, a manera de carreus ben escairats. Un fris de pedra amb decoracions vegetals marca la diferenciació dels pisos.
A la torre hi ha un gran portal d'arc de mig punt d'accés a l'interior. En canvi, la porta d'accés al cos central és d'arc rebaixat. Les finestres són d'obertura rectangular i estan emmarcades. A la primera planta hi ha una terrassa sustentada amb pilars de planta quadrada, que alhora funciona com a terrassa pel pis superior. La façana posterior no està arrebossada i manté el mateix tipus de decoració, amb la diferenciació entre els pisos mitjançant el mateix fris ornamentat. Les finestres són d'arc apuntat i estan emmarcades amb maons motllurats. Les cantonades de l'edifici també estan decorades amb maons combinats amb pedra.

## Història
Encara que no es recull cap document l'any de l'edificació del mas, al segle xvi ja hi ha constància sota el nom de Mallol Ranell, propietat d'un tal Oliver. Posteriorment torna a ser documentat al capbreu de 1622 on cita que Margarida Bros de Peralada n'és la propietària i que el tenia arrendat a masovers. Vers l'any 1650 és adquirit per Narcís Camps, notari públic de Castelló d'Empúries.
L'any 1667 va ser traspassat a Rafael Mercader, negociant de la Selva de Mar. Cap a l'any 1852 el mas pertanyia a la pubilla Joaquina Pla Mercader i, a mans del seu marit, es van introduir millores a l'edifici pairal. Un dels tres fills que van tenir, nomenat Pere, va vendré finalment l'immoble a un altre familiar de nom Paco Canelis.
Durant el segle XX, l’edifici va ser reformat i ampliat. L’any 1981 la planta baixa acollia el restaurant Terra Nostra, mentre que el pis superior fou rehabilitat per ús residencial.
El 2021, en plena pandèmia de la COVID-19, la finca va ser adquirida per uns nous propietaris, que en van iniciar una rehabilitació integral per convertir-ho en un aparthotel de 4 estrelles amb el nom de Mas Cusi.